# Трофимов, Анатолий Васильевич
Анато́лий Васи́льевич Трофи́мов (1 июня 1940, Московская область — 10 апреля 2005, Москва) — с января 1995 по февраль 1997 года начальник Управления ФСБ по Москве и Московской области, генерал-полковник в отставке.

## Факты биографии
В органах КГБ с 1962 года.
В 1966 году окончил 1-й факультет Высшей школы КГБ имени Ф. Э. Дзержинского.
Служил следователем особого отдела Туркестанского военного округа, старшим следователем по особо важным делам в Среднеазиатском военном округе.
С 1971 года на различных должностях в управлении КГБ по г. Москве и Московской области.
Как начальник следственного отдела Московского управления КГБ участвовал в расследовании уголовных дел многих правозащитников и диссидентов: академика Андрея Сахарова, Сергея Ковалёва, священника Глеба Якунина, Натана Щаранского, Кронида Любарского, Александра Подрабинека, Алексея Смирнова, Юрия Орлова, Виктора Орехова (капитана КГБ, помогавшего диссидентам), Александра Болонкина и других.
Трофимов также участвовал в расследовании громких дел о коррупции и теневом бизнесе времен позднего СССР: «овощного дела», «хлопкового дела», «дела Елисеевского магазина», «рыбного дела».
В январе 1992 года начальник Управления по борьбе с контрабандой и коррупцией Министерства безопасности России.
В октябре 1993 года участвовал в аресте лидеров оппозиционного Верховного Совета России: Александра Руцкого и Руслана Хасбулатова.
В мае 1994 года был назначен в Академию Федеральной Службы Контрразведки (ФСК) на должность руководителя курсов повышения квалификации руководящего состава.
19 января 1995 года указом Президента России Б. Н. Ельцина был назначен заместителем директора ФСК и одновременно начальником Управления ФСК по Москве и Московской области.
Курировал расследование дела о «коробке из-под ксерокса».
20 февраля 1997 года уволен, по мнению некоторых СМИ, в результате депутатского запроса Ю. П. Щекочихина. Уволен с формулировкой «за грубые нарушения, вскрытые проверкой Счетной палаты РФ, и упущения, допущенные в служебной деятельности» спустя два дня после того, как двое его подчинённых были задержаны за торговлю героином.
На момент гибели работал руководителем службы безопасности компании «Финвест», числился в ней заместителем директора.
Похоронен в Москве на Ваганьковском кладбище.

## Убийство и его возможные причины
Неизвестный расстрелял Трофимова 10 апреля 2005 года в 19:40 на улице Клязьминская в Москве, возле дома номер 11 в его автомобиле Jeep Grand Cherokee; ранения получила также его 28-летняя гражданская жена Татьяна Копытцева, сидевшая в автомобиле, которая позже скончалась; 4-хлетняя дочь осталась невредимой. Убийство официально так и не было раскрыто.

### Влияние на раздел собственности в компании «Финвест»
С 2002 года в компании «Финвест» шёл раздел собственности между её учредителями — Владимиром Слуцкером и Амбарцумом Сафаряном. Процесс шёл напряжённо, к примеру 15 марта 2005 года (за месяц до убийства Трофимова) на чердаке здания компании, непосредственно над кабинетом В. Слуцкера было обнаружено взрывное устройство. Спустя три года после убийства Трофимова по обвинению в хищении собственности «Финвеста» Слуцкер посадил на 6,5 лет Сафаряна, а спустя четыре года на 8 лет другого своего партнёра — Алексея Козлова.
По словам Ольги Романовой, после убийства Трофимова Козлов неоднократно писал по поводу этого преступления в Генпрокуратуру, в Следственный комитет и в Совет Федерации.

### Обладание информацией о бывшей агентуре КГБ за рубежом
В апреле 2006 года британский депутат парламента ЕС Джерард Баттен (Gerard Batten) заявил в парламенте, что Трофимов говорил А. Литвиненко о присутствии и деятельности среди политиков Италии множества бывших агентов КГБ, в качестве одного из которых на тот момент действовал Романо Проди. Согласно газете EU Reporter, «ещё один бывший высокопоставленный офицер КГБ, действовавший в Лондоне, подтвердил рассказ».